# Interferometro VIRGO
Virgo è un grande interferometro costruito da una collaborazione internazionale per rilevare onde gravitazionali provenienti da fenomeni estremi che avvengono nell'universo; le onde gravitazionali sono un risultato previsto dalla teoria della relatività generale di Einstein. Virgo è un interferometro di Michelson, con bracci lunghi 3 km, situato nel comune di Cascina (PI), in località Santo Stefano a Macerata.
La collaborazione Virgo consiste di oltre 280 fisici e ingegneri appartenenti a 20 diversi gruppi di ricerca europei: sei gruppi appartenenti al Centre National de la Recherche Scientifique (CNRS) in Francia; otto all'Istituto Nazionale di Fisica Nucleare (INFN) in Italia; due al Nikhef in Olanda; il MTA Wigner RCP in Ungheria; il gruppo POLGRAW in Polonia; l'Università di Valencia in Spagna; e l'European Gravitational Observatory, EGO, il laboratorio che ospita il rivelatore Virgo vicino a Pisa in Italia, finanziato da CNRS, INFN e Nikhef. EGO fornisce il supporto per il mantenimento del sito e delle sue infrastrutture; si occupa della gestione del centro computazionale per l'analisi dei dati. Questo ente promuove e finanzia alcune delle attività di ricerca e sviluppo del campo sperimentale e teorico della ricerca delle onde gravitazionali in Europa.
Al mondo vi sono altri rivelatori di onde gravitazionali simili a Virgo: in particolare i due rilevatori LIGO a Hanford e Livingston negli Stati Uniti, anch'essi grandi interferometri con bracci lunghi 4 km, nei cui dati nel 2015 è stato registrato per la prima volta il passaggio di un'onda gravitazionale (GW150914), scoperta congiuntamente dalle collaborazioni LIGO e Virgo. La scoperta ha valso il premio Nobel per la fisica assegnato nel 2017.
L'interferometro Virgo prende il nome dall'ammasso della Vergine che consiste di circa 1 500 galassie e distante circa 65 milioni di anni luce dalla Terra.

## Obiettivi
Il primo obiettivo di Virgo era di osservare le onde gravitazionali, obiettivo centrato nel 2015 insieme alla LIGO Scientific Collaboration. Ora Virgo ha l'obiettivo di rilevare sempre più segnali gravitazionali di origine astrofisica ed estrarre da essi quante più informazioni possibili. A tale scopo la collaborazione è impegnata in un progetto pluriennale di miglioramenti volti ad aumentare progressivamente la sensibilità dello strumento; tali periodi di sviluppi sperimentali saranno alternati da periodi di presa dati, in un programma globale  di rivelazione delle onde gravitazionali che vedrà come protagonisti oltre agli Advanced Virgo e Advanced LIGO, anche i rivelatori interferometrici attualmente in costruzione e cioè KAGRA in Giappone e il terzo rivelatore LIGO in India.
Onde gravitazionali rilevabili da Virgo (le frequenze a cui è sensibile sono in un intervallo esteso tra i 10 e i 5000 Hz) sono attese dalla coalescenza di sistemi binari (di stelle di neutroni o di buchi neri o misti), dalle esplosioni di supernova di stelle massicce, da stelle di neutroni in accrescimento, da stelle di neutroni rotanti e con una piccola deformazione della crosta, e dal fondo gravitazionale generato nei primi istanti dell'universo dopo il Big Bang.
In tal modo Virgo ambisce a giocare un ruolo chiave nello sviluppo di una nuova astronomia in cui l'universo viene osservato con un messaggero (le onde gravitazionali) diverso dalla più tradizionale radiazione elettromagnetica. In aggiunta in futuro sarà forse possibile aggiungere l'informazione gravitazionale a quella data dai segnali elettromagnetici, dai raggi cosmici e dai neutrini, aprendo le porte a una astronomia a diversi messaggeri

## Descrizione

In blu i Paesi fondatori del progetto, mentre in azzurro i Paesi che vi si sono aggregati più tardi

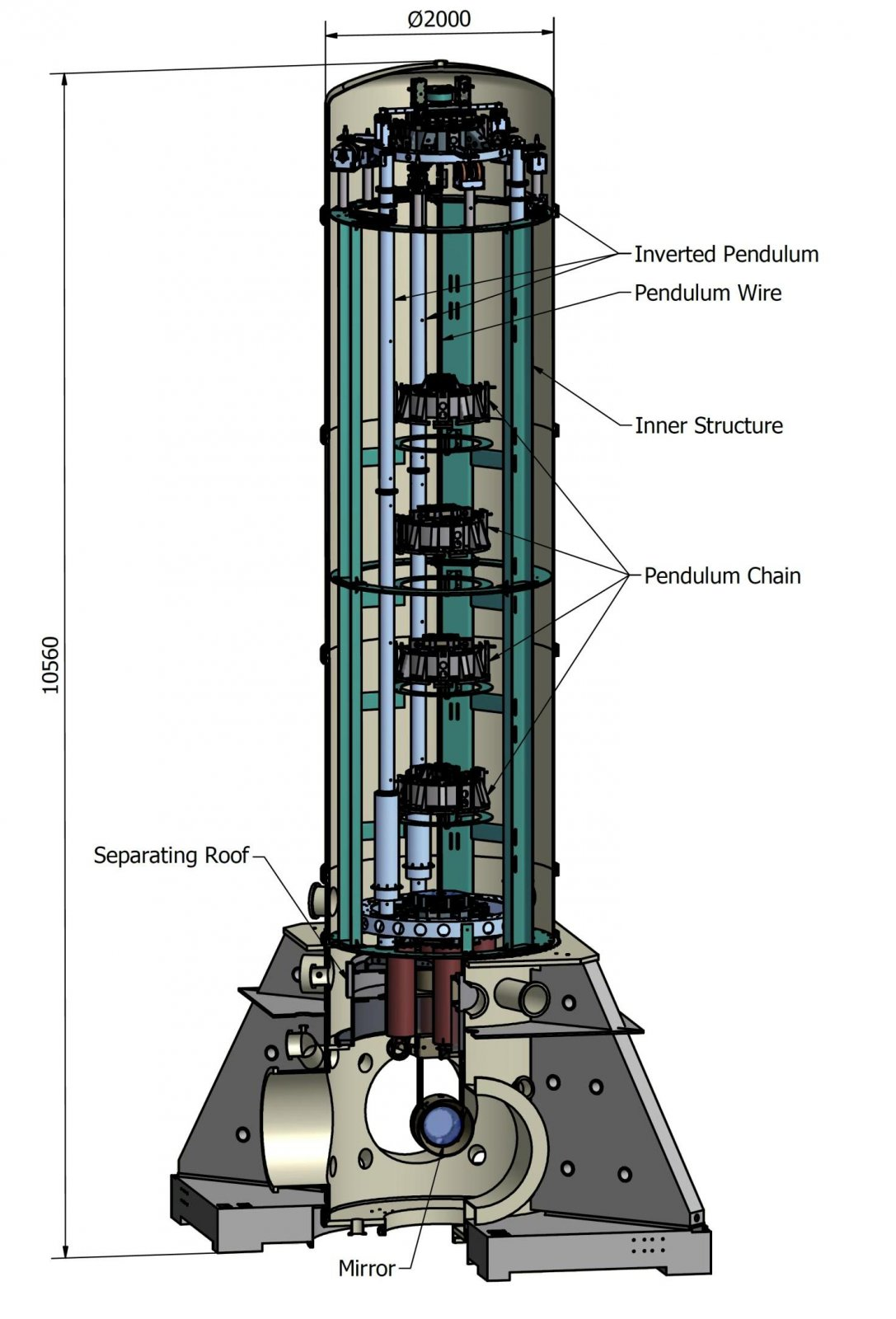
Ogni specchio di Virgo è sospeso, sotto vuoto, a una struttura meccanica che attenua enormemente le vibrazioni sismiche. Un 'Superattenuatore' è costituito da una catena di pendoli sospesa da una piattaforma, sorretta da tre lunghe gambe flessibili, incastrate alla base: tecnicamente un pendolo invertito. In questo modo le vibrazioni sismiche a frequenze maggiori di 10 Hz vengono ridotte di oltre 10^{12} volte e viene molto accuratamente controllata la posizione dello specchio.

Schematicamente Virgo consiste in due bracci lunghi 3 km e disposti a L. Il fascio di una sorgente laser viene diviso in due da un divisore di fascio al vertice della L. La luce viene inviata lungo ognuno dei due bracci, riflessa indietro da uno specchio sospeso e si ricombina poi al vertice ove viene misurata da un fotodiodo. Quando un'onda gravitazionale passa attraverso l'interferometro, la perturbazione dello spazio-tempo si manifesta come un cambiamento della lunghezza relativa dei due bracci. Questo a sua volta determina che i fasci ricombinantisi, che sono in perfetta antifase se i bracci hanno la stessa lunghezza (originando interferenza distruttiva), sono lievemente in fase. Questo comporta un segnale misurabile al fotodiodo. Per le onde gravitazionali di origine cosmica attese per Virgo la variazione della lunghezza dei bracci (lunghi 3 km) è molto piccola, dell'ordine di 10−18 m.
In realtà la configurazione ottica di Virgo è molto più complicata, per ridurre le diverse sorgenti di rumore che maschererebbero il tenue segnale indotto dal passaggio di un'onda gravitazionale. In effetti lo sforzo di minimizzare il rumore plasma il disegno di un rivelatore tipo Virgo, il segnale potendo aumentare solo con la lunghezza dei bracci. Ad esempio Virgo impiega cavità ottiche risonanti lungo i bracci per aumentarne la lunghezza effettiva: a tal fine nei pressi del beam-splitter in ciascuno dei due bracci viene sospeso uno specchio semiriflettente che costituisce una cavità ottica a interferometro di Fabry-Pérot con lo specchio posto alla fine del braccio. Inoltre Virgo è dotato anche di una cavità di riciclaggio della luce, realizzata grazie a uno specchio che si pone tra la sorgente laser e il beam-splitter. La sospensione dei componenti ottici principali è fondamentale per ridurre la sorgente di rumore di origine meccanica/sismica. In Advanced Virgo vengono sospesi anche i banchi che ospitano componenti ottiche critiche e i fotodiodi. La luce viene fatta propagare in vuoto, ciò che fa sì che Virgo sia il più grande sistema in ultra alto vuoto (meno di 1 μPa) d'Europa.
Un esperimento simile, ma di portata molto più grande, sarà LISA. Le misure saranno effettuate da tre satelliti artificiali che gireranno intorno al Sole. La data di lancio è prevista nel 2034. Il 3 dicembre 2015 è stato lanciato il satellite dell'ESA Lisa Pathfinder che contribuirà a testare le tecnologie che verranno poi utilizzate nei tre satelliti LISA.

## Advanced VIRGO
Dal 2011 al 2016 sono stati effettuati dei lavori per aumentarne la sensibilità di un fattore 10. Dopo la calibrazione dei vari strumenti, insieme a LIGO è diventato possibile individuare la posizione degli eventi generatori delle onde gravitazionali oltre alle loro caratteristiche fisiche. L'inaugurazione di Advanced VIRGO è avvenuta il 20 febbraio 2017. Il 1 agosto 2017 Advanced Virgo si è unito alla rete dei due rivelatori Advanced LIGO nella campagna osservativa denominata O2, che si è conclusa il 25 agosto 2017.

## Scoperte scientifiche

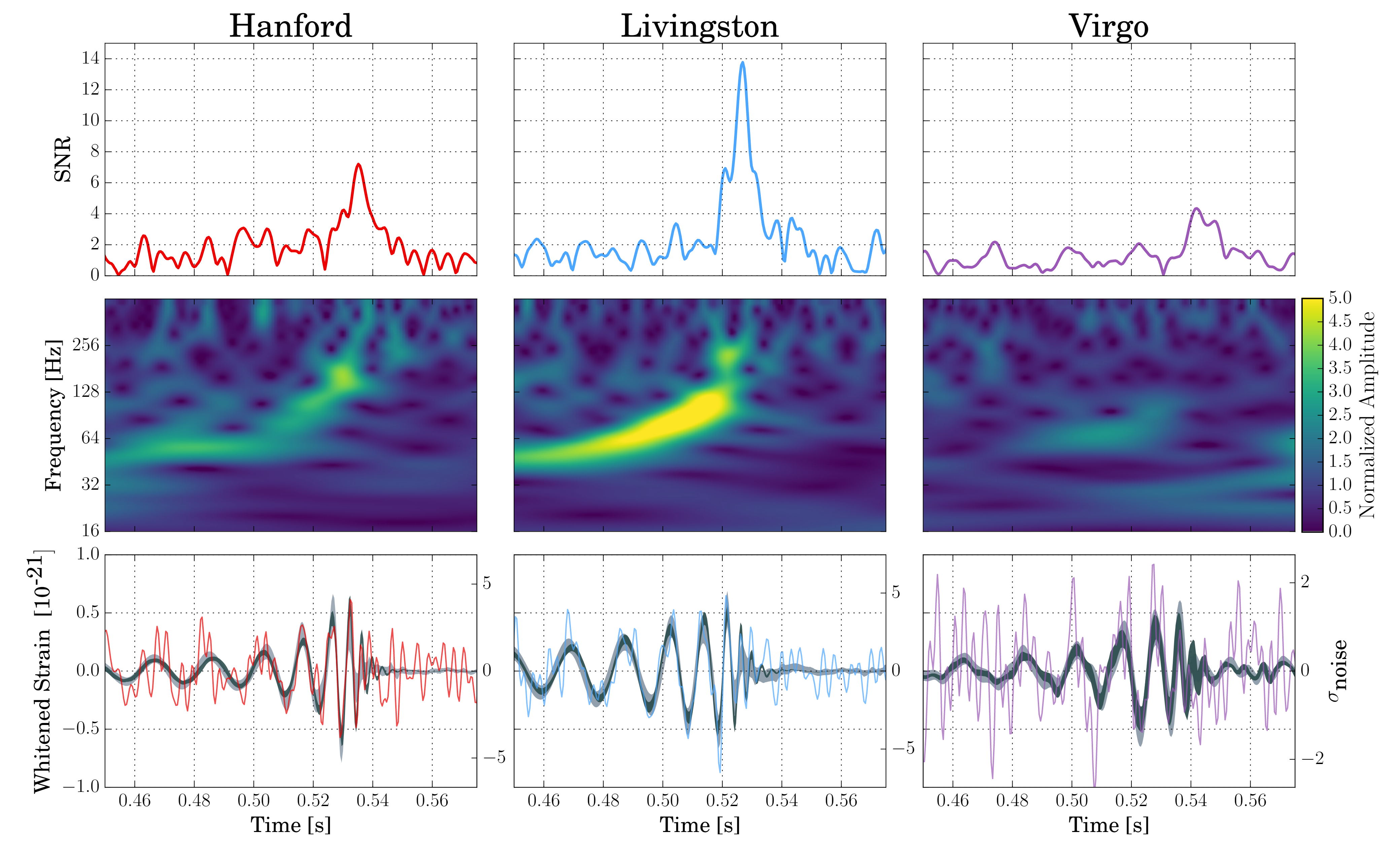
Il segnale GW170814 del 14 agosto 2017 rilevato dai tre interferometri

L'11 febbraio 2016, la Virgo Collaboration e la LIGO Scientific Collaboration pubblicarono la notizia della prima osservazione diretta di onde gravitazionali (denominata GW150914), costituite da un segnale distinto ricevuto alle 09:51 UTC del 14 settembre 2015 proveniente da due buchi neri aventi ~30 masse solari che si fondevano tra loro a circa 1,3 miliardi anni-luce dalla terra.
Il 14 agosto 2017, alle 10:30 UTC, durante la finestra d'osservazione dal 1º al 25 agosto 2017, Virgo ha osservato per la prima volta un'onda gravitazionale (denominata GW170814) proveniente dalla fusione di due buchi neri aventi 31 e 25 masse solari. Questo evento è stato il primo osservato contemporaneamente dai tre rilevatori Virgo, LIGO Hanford e LIGO Livingston: ciò ha permesso una triangolazione molto più precisa rispetto all'evento del 14 settembre 2015, arrivando a determinare la sorgente a 60 deg2. La rilevazione dell'evento da tre interferometri così distanti ha permesso anche lo studio della polarizzazione dell'onda gravitazionale e in particolare delle polarizzazioni non permesse in relatività generale: i dati di GW170814 risultano essere consistenti con la relatività generale.

## Cronologia
- 1985: Alain Brillet (CNRS, Francia) e Adalberto Giazotto (INFN, Italia) iniziano a collaborare
- 1989: Viene presentata la prima proposta di Virgo
- 1994: il progetto viene approvato da CNRS e INFN
- 1996: incomincia la costruzione di Virgo sul sito a Santo Stefano a Macerata – Cascina (Pisa)
- 2001: nel dicembre viene creato l'European Gravitational Observatory (EGO) a Cascina, da parte di CNRS e INFN
- 2003: fine della costruzione di Virgo e sua inaugurazione
- 2006: (formalmente nel 2007) l’Olanda (Istituto Nikhef) si unisce alla Collaborazione Virgo – in seguito si uniscono anche la Polonia (IMPAN), Ungheria (Istituto Wigner) e Spagna (Università di Valencia)
- 2007: nel mese di maggio viene firmato il Memorandum of Understanding tra LIGO e Virgo che stabilisce e regolamenta lo scambio completo dei dati, l'analisi congiunta dei dati e le pubblicazioni comuni
- 2007-2011: periodi di presa dati per il rivelatore Virgo
- 2011-2016: programma pluriennale di miglioramenti che portano Virgo prima a diventare Virgo+ e poi Advanced Virgo
- 2015: prima osservazione di onde gravitazionali GW150914 da parte delle collaborazioni LIGO e Virgo usando i dati di Advanced LIGO
- 2016-2017: messa in opera di Advanced Virgo
- 2017: nel mese di febbraio avviene l'inaugurazione di Advanced Virgo
- 2017: il 1º agosto Advanced Virgo si unisce agli Advanced LIGO per una presa dati di quattro settimane
- 2017: settembre, pubblicazione della prima rivelazione di onde gravitazionali GW170814 con l’uso anche dei dati di Advanced Virgo, oltre che dei dati di Advanced LIGO.